# Elizabeta Gjorgievska
Elizabeta Gjorgievska (makedonsko Елизабета Ѓоргиевска), severnomakedonska zdravnica, žena petega predsednika Steva Pendarovskega in bivša prva dama Severne Makedonije, *  6. maj 1972. 
Gjorgievska se je rodila 6. maja 1972 v Skopju. Marca 1996 je diplomirala na Stomatološki fakulteti Univerze v Skopju (zdaj Univerza sv. Cirila in Metoda v Skopju ). Od leta 1998 je študirala magistrskem študiju na isti fakulteti, leta 2002 pa je zagovarjala svojo magistrsko, leta 2006 pa doktorsko disertacijo.
Od leta 1997 do 1998 je Gjorgievska delala kot prostovoljka na Kliniki za maksilofacialno kirurgijo, leta 1998 pa je postala zdravnica na Kliniki za pediatrično in preventivno zobozdravstvo. Leta 2002 je opravila specializacijski izpit. Leta 2004 je Gjorgievska postala mlajša asistentka, leta 2006 pa asistentka na Oddelku za pediatrično preventivno zobozdravstvo na Univerzi v Skopju. Leta 2008 je postala docentka.
Leta 2002 je Gjorgievskapridobila magisterij iz pediatričnega in preventivnega zobozdravstva ter postala specialistka na tem področju, od leta 2006 pa je doktorica znanosti. Opravila je več raziskovalnih obiskov na univerzah v Združenem kraljestvu, Belgiji in ZDA ter sodelovala pri več mednarodnih raziskovalnih projektih.
Gjorgievska je objavila več kot 90 člankov. Bila je članica organizacijskih in znanstvenih odborov številnih domačih in mednarodnih simpozijev ter konferenc. Predavala je na znanstvenih konferencah v Severni Makedoniji in tujini. Je avtorica številnih del, med drugim dveh monografij in soavtorica še treh monografij. Od leta 2010 do 2014 je bila predsednica Makedonskega združenja za pediatrično in preventivno zobozdravstvo. Je članica različnih mednarodnih organizacij, povezanih z zobozdravstvom, ter gostujoča profesorica na Univerzi Columbia v New Yorku.

## Osebno življenje
Gjorgievska in Pendarovski imata enega otroka. Svojega moža je podprla na predsedniških volitvah leta 2014 in 2019. Pendarovski je v intervjuju povedal, da se je z Gjorgievsko poročil, ker je »gospodinja prve lige, ki je hkrati pridna in ima doktorat.«